# Anniemal
Anniemal è il primo album in studio della cantante norvegese Annie, pubblicato nel 2004.

## Tracce
1. Intro – 0:54
2. Chewing Gum – 3:56
3. Always Too Late – 4:16
4. Me Plus One – 3:38
5. Heartbeat – 3:06
6. Helpless Fool for Love – 3:58
7. Anniemal – 3:35
8. No Easy Love – 4:02
9. Happy Without You – 3:16
10. The Greatest Hit – 3:39
11. Come Together – 7:49
12. My Best Friend – 3:57

Durata totale: 46:06